# Illa Akutan
L'illa Akutan (Akutanax en aleutià) és una illa del grup de les Illes Fox, a l'est de les Illes Aleutianes a l'estat d'Alaska. L'illa fa uns 30 km de llargada i té una superfície 334,13 km² i una població de 713 persones, segons el cens del 2000, totes elles concentrades a la vida d'Akutan, prop de la costa est.
L'illa acull el volcà Mont Akutan de 1.303 m i que el 1992 va tenir la seva darrera gran erupció. El nom Akutan és d'origen aleutià i fou recollit per Piot Krenitzin i Mikhail Levashev el 1768 i escrit Acootan per James Cook el 1785.

## Zero d'Akutan
El juny de 1942 un caça japonès Mitsubishi A6M Zero tipus 0 model 21 va realitzar un aterratge d'emergència en aquesta illa. L'avió, sense grans desperfectes, va ser recollit per l'exèrcit estatunidenc el juliol de 1942 i va esdevenir el primer Zero amb capacitat de volar que van capturar durant la guerra. Aquest zero va rebre el nom de Zero d'Akutan. Després de la seva captura fou reparat i posteriorment utilitzat per pilots de proves estatunidencs. Com a resultat de la informació obtinguda durant les proves es van poder desenvolupar tàctiques per vèncer aquests avions, els principals de la Marina Imperial Japonesa durant la guerra.

## Galeria d'imatges

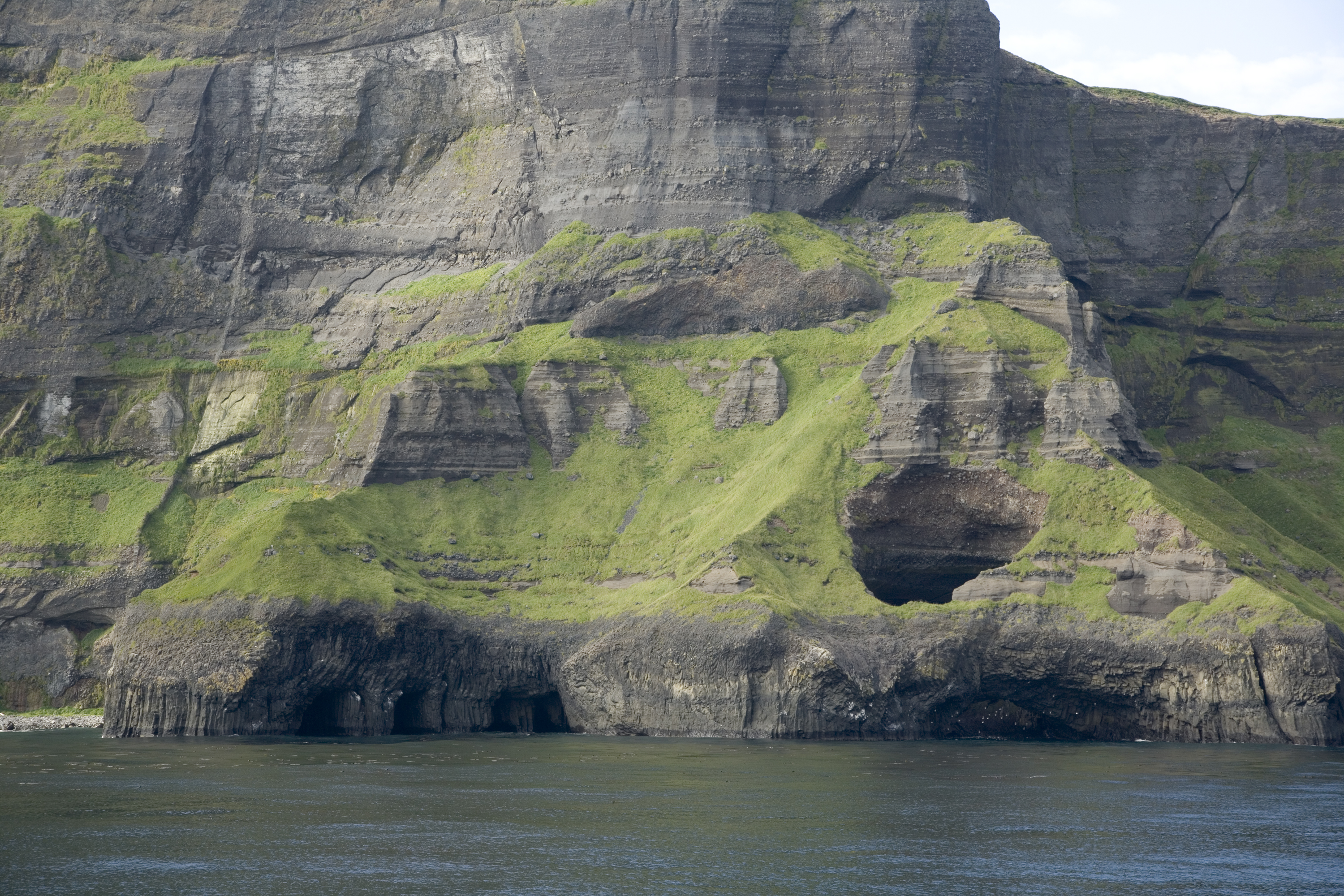
Penyasegats de l'illa Akutan
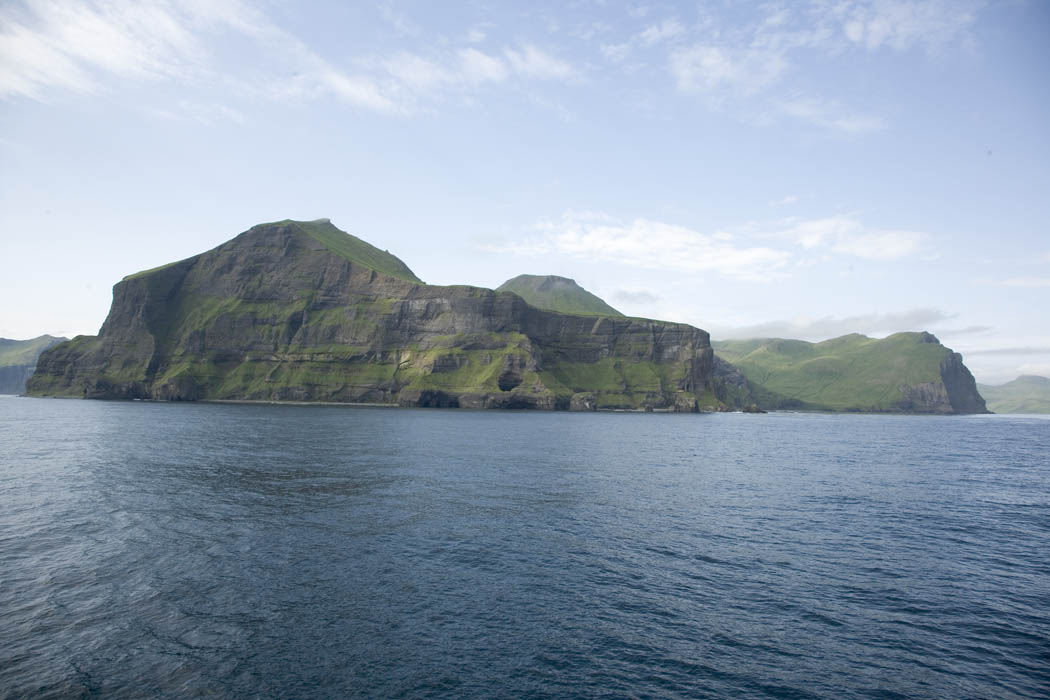
Vista de l'illa Akutan
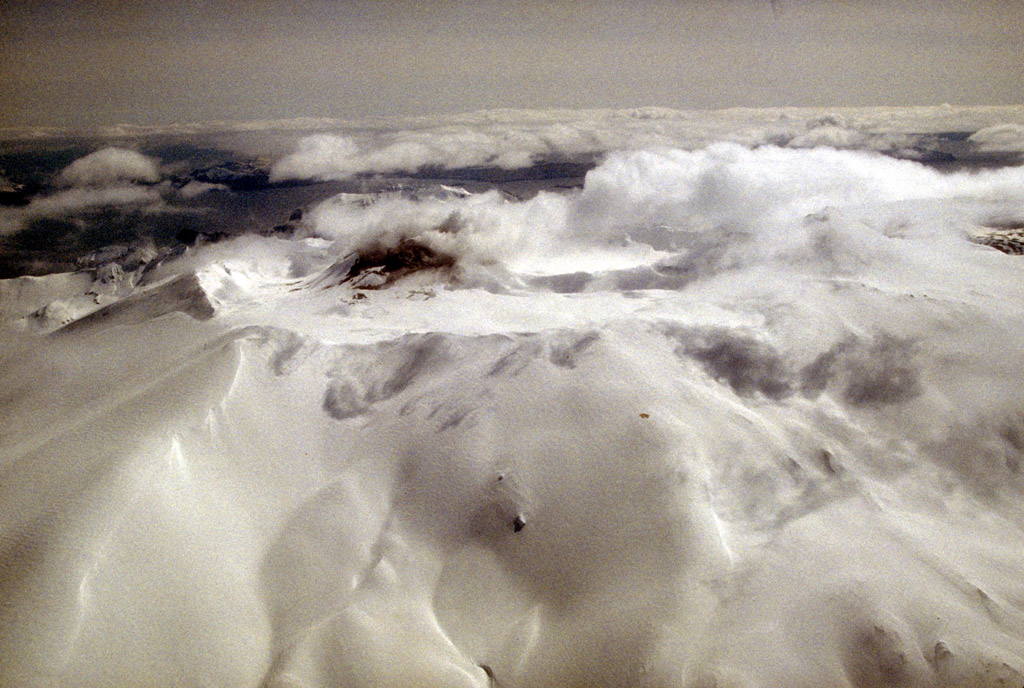
Mont Akutan